# Titularbistum Etenna
Etenna ist ein Titularbistum der römisch-katholischen Kirche. 
Es geht zurück auf ein ehemaliges Bistum der antiken Stadt Etenna in Kleinasien, das der Kirchenprovinz Side angehörte.
| Titularbischöfe von Etenna |                           |                                                  |                   |                 |
| Nr.                        | Name                      | Amt                                              | von               | bis             |
| 1                          | Francis Xavier Ford MM    | Apostolischer Vikar von Kaying (Republik China)  | 18. Juni 1935     | 11. April 1946  |
| 2                          | James Joseph Byrne        | Weihbischof in Saint Paul (USA)                  | 10. Mai 1947      | 16. Juni 1956   |
| 3                          | Henri-Louis-Marie Mazerat | Koadjutorbischof von Fréjus-Toulon (Frankreich)  | 1. September 1958 | 30. Juli 1960   |
| 4                          | Thomas Holland            | Koadjutorbischof von Portsmouth (Großbritannien) | 31. Oktober 1960  | 28. August 1964 |